# Alhuampa
Alhuampa es una localidad argentina ubicada en el departamento Moreno de la provincia de Santiago del Estero. Su principal vía de comunicación es la ruta provincial 92, que la vincula al noroeste con Hasse y al sudeste con Hernán Mejía Miraval.
Hasta 2011 existió un grave conflicto por la posesión de tierras, ya que las hectáreas donde se asienta el poblado pertenecen a un particular. Asimismo en la zona habita una población de la nación vilelas, que reclamaban enérgicamente la posesión de las tierras. En 2011 el propietario cedió a la provincia 124 ha del ejido de Alhuampa poniendo fin al reclamo.

## Población
Cuenta con 471 habitantes (Indec, 2010), lo que representa un incremento del 22,7% frente a los 384 habitantes (Indec, 2001) del censo anterior.
| Gráfica de evolución demográfica de Alhuampa entre 1991 y 2010 |
|                                                                |
| Fuente: Censos nacionales del INDEC                            |